# Parobé
Parobé là một đô thị thuộc bang Rio Grande do Sul, Brasil. Đô thị này có diện tích 109,026 km², dân số năm 2007 là 48716 người, mật độ 446,83 người/km².